# Новый Рукав
Новый Рукав — деревня в Ржевском районе Тверской области. Входит в состав сельского поселения Успенское.

## География
Находится в южной части Тверской области на расстоянии приблизительно 25 км на север-северо-восток по прямой от вокзала станции Ржев-Белорусский.

## История
Деревня была отмечена еще на карте Менде (состояние местности на 1848 год). В 1859 году здесь (деревня Старицкого уезда) было учтено 6 дворов, в 1941 — 48.

## Население
Численность населения: 34 человека (1859 год), 6 (русские 83 %) в 2002 году, 1 в 2010.